# Jaromír Šotola

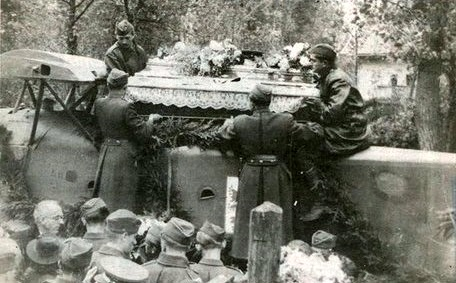
Pohřeb Jaromíra Šotoly v Řestokách v roce 1938

Jaromír Šotola (2. března 1918 Řestoky u Chrudimi – 25. října 1938 poblíž Veľkého Mederu) byl český vojenský letec. Zahynul při sestřelení letounu Š-328.237.

## Život
Jaromír Šotola se narodil ve východních Čechách jako nejstarší syn manželů Karla a Františky Šotolových. Po absolvování měšťanské školy vystudoval Obchodní akademii v Chrudimi, poté se přihlásil na vojenskou akademii v Hranicích, resp. na leteckou školu v Prostějově, kde prošel kurzem pozorovatelů. Ze školy jej v květnu 1938 odveleli k 10. letce 3. leteckého pluku v Nitře. Během mobilizace v září 1938 byl spolu s letkou přemístěn na jižní Slovensko, kde 25. října 1938 bylo letadlo Letov Š-328, ve kterém byl pozorovatelem, poblíž maďarských hranic sestřeleno maďarskou stíhačkou.
Jeho ostatky byly převezeny do rodné obce, kde byl vystrojen pohřeb se všemi vojenskými poctami, kterého se účastnily stovky lidí. Jaromíru Šotolovi v obci postavili pomník, jehož součástí byl trup vojenského dvouplošníku (letadlo na pomníku zničil vandal nebo zloděj v roce 1997). Prezident Edvard Beneš udělil Jaromíru Šotolovi v roce 1946  Československý válečný kříž in memoriam.